# جامع الشيخ موسى الجبوري
جامع الشيخ موسى من مساجد العراق الأثرية القديمة، والتي أنشأها الحاج أحمد القشطيني للشيخ موسى الجبوري ابن الحاج حمد بن عبد الله من خالص ماله عام 1119هـ/1707م، ويقع الجامع في جانب الكرخ من مدينة بغداد، في منطقة المشاهدة قرب ساحة الطلائع، وهو جامع واسع البنيان وتقام فيهِ الصلوات الخمس ويسع الحرم لأكثر من 300 مصل، وتبلغ مساحته الإجمالية 1000م2، ولقد قامت وزارة الأوقاف والشؤون الدينية في العراق بتجديده عام 1394هـ/1976م، وأنشأت على مصلاه قبة زرقاء اللون.
ويحتوي الجامع على طرمة مسقفة وساحة وحديقة وتوجد فيه مئذنة وضعت على برج من الحديد فوق المبنى. وامام وخطيب الجامع هو الشيخ محمد وهيب الحمداني.